# Iwan Andrejewicz Sołtan
Iwan Andrejewicz Sołtan herbu własnego (zm. po 24 sierpnia 1554 roku) – podskarbi dworny litewski w 1505 roku.